# Readfield (Maine)
Readfield ist eine Town im Kennebec County des Bundesstaats Maine in den Vereinigten Staaten. Im Jahr 2020 lebten dort 2597 Einwohner in 1320 Haushalten auf einer Fläche von 123,83 km².

## Geografie
Nach dem United States Census Bureau hat Readfield eine Gesamtfläche von 80,16 km², von denen 75,52 km² Land sind und 4,64 km² aus Gewässern bestehen.

### Geografische Lage
Readfield liegt im Westen des Kennebec Countys. Mehrere Seen befinden sich auf dem Gebiet oder grenzen an die Town an: im Süden der Maranacook Lake, im Südosten der Carlton Pond, im Westen der Lovejoy Pond, im Nordwesten der Echo Lake und im Norden der Torsey Lake. Es gibt weitere, kleinere Seen. Die Oberfläche ist leicht hügelig, die höchste Erhebung ist der 202 m hohe Monks Hill im Südosten von Readfield.

### Nachbargemeinden
Alle Entfernungen sind als Luftlinien zwischen den offiziellen Koordinaten der Orte aus der Volkszählung 2010 angegeben.
- Norden: Mount Vernon, 3,6 km
- Nordosten: Belgrade, 13,2 km
- Osten: Manchester, 9,4 km
- Süden: Winthrop, 3,3 km
- Südwesten: Wayne, 13,5 km
- Nordwesten: Fayette, 13,6 km

### Stadtgliederung
In Readfield gibt es mehrere Siedlungsgebiete: East Readfield, Hoyts (ehemalige Eisenbahnstation), Kents Hill (Kent’s Hill), Readfield (Readfield Corner), Readfield Depot.

### Klima
Die mittlere Durchschnittstemperatur in Readfield liegt zwischen −7,2 °C (19 °Fahrenheit) im Januar und 20,6 °C (69 °Fahrenheit) im Juli. Damit ist der Ort gegenüber dem langjährigen Mittel der USA um etwa 6 Grad kühler. Die Schneefälle zwischen Oktober und Mai liegen mit bis zu zweieinhalb Metern mehr als doppelt so hoch wie die mittlere Schneehöhe in den USA; die tägliche Sonnenscheindauer liegt am unteren Rand des Wertespektrums der USA.

## Geschichte
Readfield war ursprünglich Teil von Pondtown, dem heutigen Winthrop, und wurde ab 1764 besiedelt. Pondtown gehörte zum Kennebec Purchase von Gouverneur Bradfords Plymouth Plantation in Massachusetts. Am 11. März 1791 wurde es von Winthrop abgetrennt und als eigenständige Town organisiert. Im Jahr 1809 wurde ein schmales Gore namens Thirty-Mile Strip hinzugenommen, 1810 wurde Land an Winthrop abgegeben und 1821 Land von Wayne hinzugenommen. Teile von Mount Vernon kamen 1825 und 1845 hinzu und 1845 wurde auch Land an Mount Vernon abgegeben. An Manchester wurde Land in den Jahren 1850 und 1852 abgegeben und von Manchester wurde Land 1852 und 1854 hinzugenommen.
Die Kents Hill School, eine private Schule, die auf das College vorbereitet, wurde 1824 als Maine Wesleyan Seminary von Luther Sampson unter der Schirmherrschaft der Methodisten in Kents Hill gegründet. Sie ist eine der ältesten kontinuierlich betriebenen koedukativen Vorbereitungsschulen der Vereinigten Staaten.

### Einwohnerentwicklung
| Volkszählungsergebnisse – Town of Readfield, Maine | Volkszählungsergebnisse – Town of Readfield, Maine | Volkszählungsergebnisse – Town of Readfield, Maine | Volkszählungsergebnisse – Town of Readfield, Maine | Volkszählungsergebnisse – Town of Readfield, Maine | Volkszählungsergebnisse – Town of Readfield, Maine | Volkszählungsergebnisse – Town of Readfield, Maine | Volkszählungsergebnisse – Town of Readfield, Maine | Volkszählungsergebnisse – Town of Readfield, Maine | Volkszählungsergebnisse – Town of Readfield, Maine | Volkszählungsergebnisse – Town of Readfield, Maine |
| Jahr                                               | 1800                                               | 1810                                               | 1820                                               | 1830                                               | 1840                                               | 1850                                               | 1860                                               | 1870                                               | 1880                                               | 1890                                               |
| -------------------------------------------------- | -------------------------------------------------- | -------------------------------------------------- | -------------------------------------------------- | -------------------------------------------------- | -------------------------------------------------- | -------------------------------------------------- | -------------------------------------------------- | -------------------------------------------------- | -------------------------------------------------- | -------------------------------------------------- |
| Einwohner                                          | 938                                                | 1396                                               | 1511                                               | 1884                                               | 2037                                               | 1985                                               | 1510                                               | 1456                                               | 1243                                               | 1176                                               |
| Jahr                                               | 1900                                               | 1910                                               | 1920                                               | 1930                                               | 1940                                               | 1950                                               | 1960                                               | 1970                                               | 1980                                               | 1990                                               |
| Einwohner                                          | 994                                                | 996                                                | 911                                                | 881                                                | 986                                                | 1022                                               | 1029                                               | 1258                                               | 1943                                               | 2033                                               |
| Jahr                                               | 2000                                               | 2010                                               | 2020                                               | 2030                                               | 2040                                               | 2050                                               | 2060                                               | 2070                                               | 2080                                               | 2090                                               |
| Einwohner                                          | 2360                                               | 2598                                               | 2597                                               |                                                    |                                                    |                                                    |                                                    |                                                    |                                                    |                                                    |

## Kultur und Sehenswürdigkeiten

### Bauwerke
In Readfield wurden zwei Bauwerke unter Denkmalschutz gestellt und ins National Register of Historic Places aufgenommen.
- Jesse Lee Church 1984 unter der Register-Nr. 84001378[10]
- Readfield Union Meeting House 1982 unter der Register-Nr. 82000756[11]

## Wirtschaft und Infrastruktur

### Verkehr
Die Maine State Route 41 führt in nordsüdlicher Richtung durch Readfield. Sie verbindet Readfield mit Winthrop im Süden und Mount Vernon im Norden. Sie wird gekreuzt von der Maine State Route 17, die westöstlich von Fayette im Westen nach Manchester im Osten verläuft.

### Öffentliche Einrichtungen
Es gibt keine medizinischen Einrichtungen oder Krankenhäuser in Readfield. Die nächstgelegenen befinden sich in Gardina, Whinthrop und Augusta.
In Readfield befindet sich die Readfield Community Library  in der Main Street.

### Bildung
Readfield gehört zusammen mit Mt. Vernon, Manchester und Wayne zur Regional School Unit #38. Im Schulbezirk werden den Schulkindern mehrere Schulen angeboten:
- Maranacook Community High School Schulklassen 9 bis 12, in Readfield
- Maranacook Community Middle School Schulklassen 6 bis 8, in Readfield
- Manchester Elementary School Schulklassen PreK bis 5, in Manchester
- Mt. Vernon Elementary School Schulklassen PreK bis 5, in Mount Vernon
- Readfield Elementary School Schulklassen PK bis 5, in Readfield
- Wayne Elementary School Schulklassen K bis 5, in Wayne

## Persönlichkeiten

### Söhne und Töchter der Stadt
- John Hubbard (1794–1869), Politiker und Gouverneur von Maine
- Timothy Simons (* 1978), Schauspieler